# Osiedle za Szkołą
Osiedle za Szkołą – część wsi Rytro w Polsce, położona w województwie małopolskim, w  powiecie nowosądeckim, w gminie Rytro.
Nazwę oficjalnie utworzono z dniem 1 stycznia 2018 r.
W latach 1975–1998 Osiedle za Szkołą administracyjnie należało do województwa nowosądeckiego.
Osiedle położone jest około 1,5 km na zachód od centrum wsi, nad potokiem Wielka Roztoka (Roztoczanka), u podnóża południowych stoków Połomi, na wysokości 380–400 m n.p.m., po prawej stronie drogi prowadzącej do doliny Wielkiej Roztoki Ryterskiej (droga powiatowa nr 1532 K).
Stąd też wywodzi się popularna nazwa osiedla "Roztoka Wielka" (nazwa taka figurowała  na tablicy drogowskazu usytuowanego koło ryterskiej szkoły podstawowej). Natomiast władze gminy stosują nazwę "Osiedle za szkołą", jako że usytuowane jest za ryterską szkołą podstawową.
Osiedle zaczęło powstawać w latach 60. XX wieku na dawnym pastwisku gminnym. Funkcjonowała tutaj również mała cegielnia. Osiedle obecnie liczy ponad 60 murowanych bezstylowych domów. Zabudowa pomału wkracza też na stoki Połomi.
W listopadzie i grudniu 1914 roku rozlokowane były tutaj austro-węgierska piechota i artyleria, która odpierała ataki wojsk rosyjskich nacierających od strony Barcic.
W okresie międzywojennym i tuż po II wojnie światowej poszukiwano tutaj wód mineralnych (do dzisiaj widoczne są wycieki wód żelazistych koło tzw. tamy na Roztoczance).